# Camila Alves
Camila Alves (Belo Horizonte, 1982. január 28. –) brazil modell, televízióműsor-vezető, színész és ruhatervező.
Édesanyja művész és tervező, édesapja farmer. 15 évesen került Los Angelesbe, eleinte takarítónőként és pincérnőként dolgozott, közben megtanult angolul. 19 évesen New Yorkba költözött, hogy modellként dolgozhasson.
Camila Alves és Matthew McConaughey 2012. június 9-én házasodtak össze a Texas állambeli Austinban, gyermekeik Levi (2008), Vida (2010) és Livingston (2012).